# Relations entre le Cambodge et le Vietnam
Les relations entre le Cambodge et le Viêt Nam constituent les relations étrangères bilatérales entre le royaume du Cambodge et la république socialiste du Viêt Nam.
Les pays partagent une frontière terrestre depuis 1 000 ans, et partagent des liens historiques plus récents, les deux pays faisant partie de l'empire colonial français. Les deux pays sont membres de l'Association des nations de l'Asie du Sud-Est (ANASE).

## Historique

### Histoire ancienne

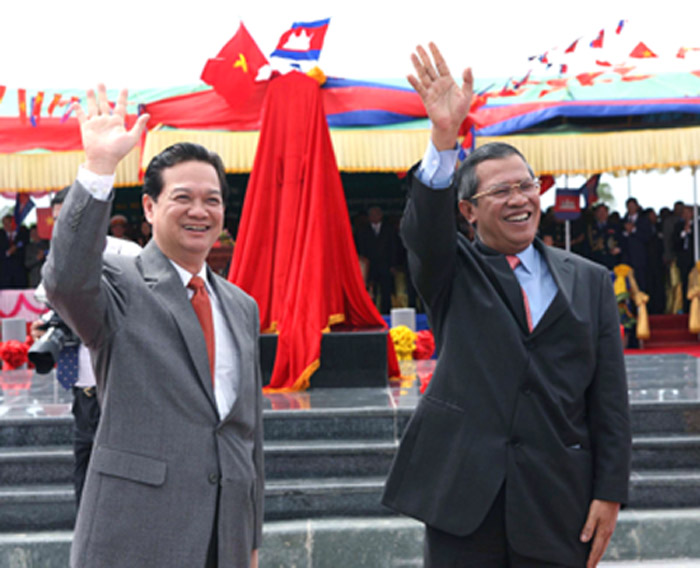
Le Premier ministre cambodgien Hun Sen et son homologue vietnamien Nguyen Tan Dung lors d'une cérémonie à Bavet en 2007.

Les peuples vietnamien et khmer (cambodgien) descendent d'anciens peuples de langue austroasiatique qui se sont installés dans les régions de l'est et du sud-est de l'Indochine. La société vietnamienne, qui commence dans le delta du fleuve Rouge au sud de la Chine, est fortement sinisée tandis que la société khmère, centrée autour du cours inférieur du Mékong, est indianisée. Au cours de ces premières périodes, les différents régimes politiques des deux sociétés ne partagent pas de frontière commune.
Une inscription khmère datée de 987 enregistre l'arrivée de marchands vietnamiens de la cordillère annamite. Les expansions territoriales aboutissent finalement aux sphères d'influence du royaume vietnamien naissant du Đại Việt et du grand empire khmer bien établi qui se chevauchent au XIe siècle, entraînant des siècles de frictions et de conflits. La chronique Việt sử lược rapporte que l'Empire khmer envoie d'abord un émissaire à Đại Việt, en 1012 et 1014. La chronique rapporte également l'arrivée d'envoyés khmers en 1069, 1086, 1088 et 1095. Puis en 1128 le roi Suryavarman II demande au roi vietnamien à son tour d'envoyer des émissaires aux Khmers. De 1128 à 1150, le Đại Việt repousse avec succès plusieurs invasions cambodgiennes.
Une grande partie de l'expansion territoriale vietnamienne vers le sud commencée par les Lý et étendue par les rois Trần à partir du XIVe siècle se fait aux dépens du Champa qui est devenu un régime de plus en plus comprimé. Au XVIIe siècle, le gouvernement militaire vietnamien, les seigneurs Nguyễn, encourage les colons à pénétrer dans les territoires khmers, arrachant finalement le delta du Mékong à la cour cambodgienne. Aujourd'hui, le Cambodge partage une frontière longue de 1 137 kilomètres avec le Viêt Nam.
Après la guerre entre Khmers et Néerlandais, dans les années 1640, un roi cambodgien bouddhiste qui s'était converti à l'islam est évincé et arrêté par les seigneurs vietnamiens Nguyen après que les frères d'Ibrahim, restés bouddhistes, eurent demandé l'aide vietnamienne pour restaurer le bouddhisme au Cambodge en renversant le trône.
Les XVIe et XVIIe siècles marquent l'apogée de la pénétration du peuple Kinh (ethnie vietnamienne) dans le sud du delta du Mékong, déplaçant les Khmers. Les campagnes militaires de Nguyen Phuoc Yen ouvrent davantage de terres khmères à la colonisation vietnamienne, ce qui est suivi par la consolidation par Nguyen Phuoc Lam du contrôle vietnamien sur la région de Prey Nokor (maintenant Hô Chi Minh-Ville) en 1674. Mesa (maintenant Mỹ Tho) et Longhor (maintenant Vĩnh Long) tombe aux mains des Vietnamiens en 1732. Les armées de Nguyen Thien Chinh et Nguyen Cu Trinh dans les années 1750 prennent le contrôle des estuaires du Mékong, coupant l'accès fluvial du Cambodge à la mer. La présence vietnamienne est renforcée après la conquête des Ming par les Qing (1618-1683) lorsque des groupes de réfugiés loyalistes Ming viennent dans la région pour chercher la protection des seigneurs Nguyễn. Ceux dirigés par Mạc Cửu (1655-1735) aident à installer Hà Tiên tandis que d'autres affluent vers Bien Hoa et My Tho, repoussant les Khmers. En 1775, le tribunal cambodgien cède les régions de Praah-Trapeng (Trà Vinh), Srok Trang (Sóc Trăng) et Meat Chruk (An Giang) aux Vietnamiens sans effusion de sang.

### Invasions vietnamiennes du Cambodge (1811–1845)
Avec la montée de la dynastie Nguyễn au début du XIXe siècle, le sud du Viêt Nam passe sous un contrôle plus strict de la cour. L'empereur vietnamien Minh Mạng (1820–1841) adopte les vues paternalistes selon lesquelles les Khmers sont arriérés et ordonne à son général Trương Minh Giảng de « civiliser » les Cambodgiens « barbares ». Le Cambodge lui-même est placé sous contrôle vietnamien avec l'occupation de Phnom Penh. Truong rapporte : « nous avons décidé que les fonctionnaires cambodgiens ne savent que soudoyer et être soudoyés. Les administrations sont vendues. Personne n'exécute les ordres ; chacun travaille pour son propre compte. » Une politique de vietnamisation culturelle (Nhat Thi Dong Nhan) est imposée, obligeant les Khmers à adopter des vêtements, des noms et une langue vietnamiens. La colonisation vietnamienne encouragée par l'État à Phnom Penh ("Tran Tay") s'accélère et les forces d'occupation vietnamiennes chassent les dirigeants cambodgiens indigènes comme Ang Mey vers l'intérieur du Viêt Nam afin d'affaiblir la résistance khmère. Cependant, les soulèvements khmers dans le sud du Viêt Nam de 1840 à 1845 rendent cette politique de gouvernement incommode et coûteuse pour la cour vietnamienne, qui opte pour le maintien du Cambodge comme État tributaire après la mort de Minh Mang.
Après les guerres qui opposent le Siam aux Vietnamiens, d'abord dans les années 1830, puis une décennie plus tard, le Cambodge devenant un État vassal sous le Viêt Nam et le Siam, le pays devient culturellement et administrativement vietnamien. En 1863, le roi Norodom du Cambodge (règne de 1860 à 1904) signe un traité avec l'Empire français, accordant à ce dernier des droits d'exploration minière s'il protège le pays contre les attaques thaïlandaises et vietnamiennes. Cependant, pendant la domination coloniale de l'Indochine française, qui inclura plus tard le Viêt Nam, les autorités françaises amènent des travailleurs vietnamiens au Cambodge, où la minorité croissante en vient à dominer les entreprises et les ressources en eau du pays. Lors de la première guerre d'Indochine pour l'indépendance, certains Cambodgiens, dont le roi Norodom Sihanouk, se battent contre les forces vietminh parce qu'ils craignent la domination coloniale vietnamienne.

### Guerre du Viêt Nam
Après l'indépendance, le Royaume du Cambodge maintient des relations diplomatiques avec le Nord-Viêt Nam et le Sud-Viêt Nam. Cependant, les communistes vietnamiens, à la fois du sud du Viet Cong et de l'Armée populaire du nord Viêt Nam (APVN) utilisent le territoire cambodgien comme bases et voies d'approvisionnement pour combattre lors de la guerre du Viêt Nam, bien que le Viet Minh ait précédemment assuré la neutralité cambodgienne lors de la conférence de Genève de 1954. L'administration sud de Ngô Đình Diệm poursuit le Viet Cong jusque sur le territoire cambodgien. Plus tôt lors du complot de Bangkok de 1959, l'administration Diem soutient un complot des politiciens Sam Sary, Son Ngoc Thanh et Dap Chhuon pour renverser le gouvernement de Sinahouk et le remplacer par un régime de droite pro-sud. Malgré les tentatives de Sinahouk de rester du bon côté de Hanoï et de fermer les yeux sur les bases du APVN dans son pays, le APVN arme et abrite également l'insurrection antigouvernementale connue sous le nom de Khmers rouges à partir de 1968. En 1969, bien qu'ils aient précédemment adhéré à la neutralité cambodgienne sous Lyndon B. Johnson, les États-Unis décident de bombarder les forces nord-vietnamiennes et vietcong dans les régions frontalières cambodgiennes pendant l'opération Menu, car le APVN l'utilise comme base pour attaquer le Sud Vietnam.
Malgré les tentatives de négocier avec "celui (l'État vietnamien) qui s'avérera le plus raisonnable pour ... [délimiter] nos frontières communes", le dirigeant cambodgien Norodom Sihanouk ne réussit pas à obtenir une audition d'un gouvernement vietnamien sur les différends territoriaux latents en Cochinchine et en particulier l'île de Phú Quốc. Sihanouk est lui-même accusé d'héberger des bases militaires nord-vietnamiennes au Cambodge, et des émeutes anti-vietnamiennes généralisées aboutissent au vote de l'Assemblée nationale pour destituer Sihanouk en mars 1970. Se référant principalement au Viet Cong opérant dans la région frontalière, le nouveau président cambodgien Lon Nol déclare que toutes les troupes vietnamiennes au Cambodge doivent partir, pour maintenir la neutralité du pays. Les Nord-Vietnamiens répondent à cette demande (ainsi qu'aux appels à l'aide des Khmers rouges) en envahissant le Cambodge, conquérant rapidement plus de 40% du pays. Ils procèdent à la remise de la majeure partie du territoire qu'ils ont gagné aux Khmers rouges et renforcent considérablement leur soutien. À cause de cela et de l'invasion, les Khmers rouges passent rapidement de quelques milliers de combattants à plusieurs dizaines de milliers en l'espace de deux mois. Les forces américaines et sud-vietnamiennes tentent de déloger le APVN peu de temps après pendant la campagne cambodgienne, mais échouent, malgré de lourdes pertes. Au cours des cinq années suivantes, la guerre civile cambodgienne fait rage avec les Nord-Vietnamiens et la Chine soutenant les Khmers rouges, tandis que le Sud-Viêt Nam et les États-Unis soutiennent la République khmère nouvellement déclarée de Lon Nol. Les forces du APVN engagent les troupes de la République khmère à l'intérieur des frontières cambodgiennes à plusieurs reprises au cours de cette guerre pour soutenir la Rouge, comme dans l'opération Chenla II .
L'opposition khmère rouge arrive au pouvoir au Cambodge en 1975, peu avant la chute de Saïgon aux mains des forces du Nord.
Le sentiment anti-vietnamien est élevé au Cambodge pendant la guerre du Viêt Nam; les Vietnamiens de souche sont massacrés et jetés dans le Mékong par les forces anticommunistes de Lon Nol. Les Khmers rouges, bien qu'alliés au Nord-Vietnam, imitent plus tard les actions de Lon Nol.

### Guerre cambodgienne-vietnamienne
Il y a de nombreuses guerres entre le Cambodge et le Viêt Nam au cours de l'histoire des deux pays. En 1979, à la suite de la guerre khméro-vietnamienne, le Viêt Nam renverse les Khmers rouges et occupe le Cambodge. Les soldats d'occupation vietnamiens et les journalistes découvrent des preuves des abus des Khmers rouges, comme la prison de Tuol Sleng, et les diffusent largement. Les États-Unis soupçonnent d'abord les Vietnamiens de falsifier ces preuves et les avertissent de ne pas poursuivre la marche de leur armée vers la Thaïlande à la poursuite de la résistance khmère rouge, ce que les Vietnamiens ne font pas.
Les opinions sur la guerre khméro-vietnamienne au Cambodge aujourd'hui sont partagées. Certains pensent que l'intervention du Viêt Nam a aidé à libérer le Cambodge du régime génocidaire des Khmers rouges, tandis que d'autres la considèrent comme une invasion et une occupation qui ont servi les propres intérêts du Vietnam au Cambodge.

### Événements récents
En 2005, le Viêt Nam et le Cambodge signent un traité complémentaire au traité original de 1985 sur la délimitation des frontières nationales, que le Cambodge juge inacceptable. En conséquence, le Việt Nam fait plusieurs revendications sur les terres cambodgiennes sur la base du traité qui soulève des allégations d'empiétement vietnamien. Dans une déclaration faite par un ministre du gouvernement de l'ancienne administration coloniale française d'Indochine, le Cambodge devrait céder deux de ses villages au Viêt Nam en échange du maintien de deux villages Thlok Trach et Anlung Chrey, considérés comme territoire cambodgien selon le traité de 1985. On ne sait pas quels deux villages le Cambodge devrait abandonner. Pour résoudre le différend, en 2011, le gouvernement cambodgien annonce qu'il accélérerait le processus de démarcation avec le Vietnam. Le 24 juin 2012, le Viêt Nam et le Cambodge célèbrent la démarcation de la dernière borne sur leur frontière commune, la borne 314. Les Premiers ministres Nguyen Tan Dung du Viêt Nam et Hun Sen du Cambodge assistent personnellement à la célébration pour dévoiler la nouvelle borne et réaffirment la coopération et l'amitié des pays.

### Manifestations anti-vietnamiennes de 2014
Les manifestations anti-vietnamiennes se poursuivent depuis juillet 2014. Des manifestations ont lieu après que l'ambassade du Viêt Nam ait déclaré que le Kampuchea Krom (delta du Mékong) faisait depuis longtemps partie du Viêt Nam. Des manifestants et des militants demandent à l'ambassade de s'excuser et de reconnaître le Kampuchea Krom comme l'ancien territoire du Cambodge. Le 9 juillet, l'ambassade publie une déclaration appelant le Cambodge à respecter la souveraineté du Viêt Nam et refuse de s'excuser. Les manifestants brûlent le drapeau et la monnaie vietnamiens. Lors de la visite d'État du président de l'Assemblée nationale Heng Samrin au Viêt Nam, le Premier ministre vietnamien Nguyen Tan Dung appelle le Cambodge à prendre des mesures contre les « extrémistes » à la suite de l'incendie du drapeau vietnamien. En octobre 2014, des manifestants menacent de brûler l'ambassade elle-même. Le chef de la manifestation, Thach Setha, empêche les manifestants de brûler le drapeau vietnamien, ce qui conduit un manifestant à le qualifier "d'inutile".
La montée du sentiment anti-vietnamien conduit un Vietnamien de souche, Tran Van Chien, à être battu à mort par une foule, ce qui suscite une peur généralisée parmi les entreprises et les investisseurs vietnamiens au Cambodge,. Les entreprises vietnamiennes sont saccagées et pillées par les Cambodgiens, leurs travailleurs contraints de fuir, et deux autres cas d'hommes vietnamiens assaillis à mort par des foules sont signalés,. Beaucoup voient cela comme un retour aux émeutes des années 1990, où il y a eu plusieurs meurtres de Vietnamiens de souche.
En 2015, des moines vietnamiens sont expulsés d'une île côtière de Koh Kong par le gouvernement cambodgien.

## Représentations diplomatiques

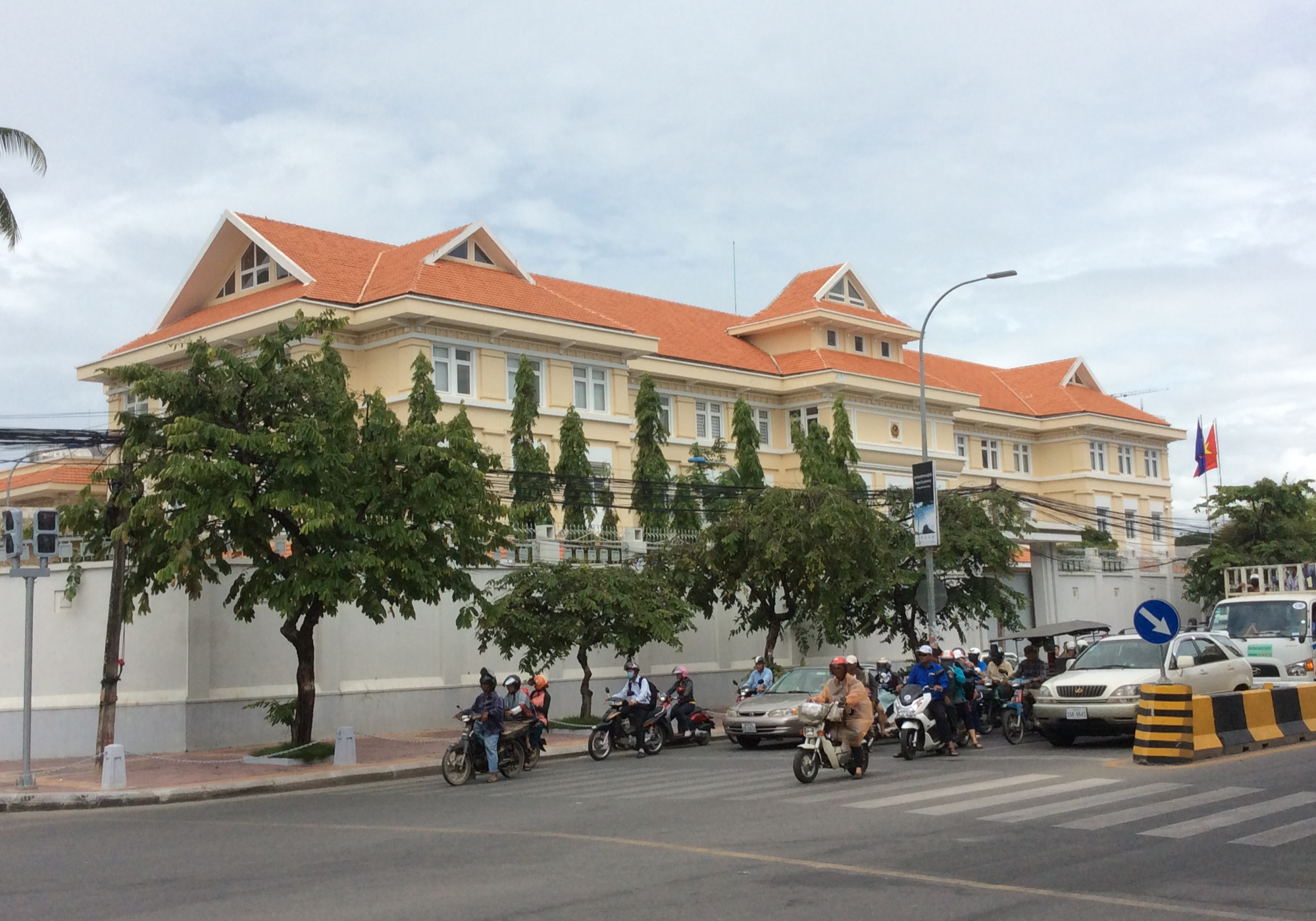
Ambassade du Viêt Nam à Phnom Penh

- Le Cambodge possède une ambassade à Hanoï et un consulat général à Ho Chi Minh-Ville.
- Le Viêt Nam possède une ambassade à Phnom Penh et des consulats généraux à Battambang et à Sihanoukville.